# كلوتيلد هيسمي
كلوتيلد هيسمي (بالفرنسية: Clotilde Hesme)‏ هي عارضة وممثلة فرنسية، ولدت في 30 يوليو 1979 في فرنسا.

## أعمال

### أفلام
- (2016) حياة امرأة
- (2016) شوكولا[6][7][8]

## وصلات خارجية
- كلوتيلد هيسمي على موقع IMDb (الإنجليزية)
- كلوتيلد هيسمي على موقع قاعدة بيانات الأفلام العربية
- كلوتيلد هيسمي على موقع ألو سيني (الفرنسية)
- كلوتيلد هيسمي على موقع ميوزك برينز (الإنجليزية)
- كلوتيلد هيسمي على موقع أول موفي (الإنجليزية)
- كلوتيلد هيسمي على موقع قاعدة بيانات الأفلام السويدية (السويدية)
- كلوتيلد هيسمي على موقع ديسكوغز (الإنجليزية)
- كلوتيلد هيسمي على موقع قاعدة بيانات الفيلم (الإنجليزية)
- كلوتيلد هيسمي على موقع كينوبويسك (الروسية)